# Летнін
Летнін (пол. Letnin) — село в Польщі, у гміні Пижиці Пижицького повіту Західнопоморського воєводства.
Населення — 324 особи (2011).
У 1975-1998 роках село належало до Щецинського воєводства.

## Демографія
Демографічна структура станом на 31 березня 2011 року:
|          | Загалом | Допрацездатний вік | Працездатний вік | Постпрацездатний вік |
| -------- | ------- | ------------------ | ---------------- | -------------------- |
| Чоловіки | 156     | 29                 | 115              | 12                   |
| Жінки    | 168     | 28                 | 105              | 35                   |
| Разом    | 324     | 57                 | 220              | 47                   |